# Vapor (estado)

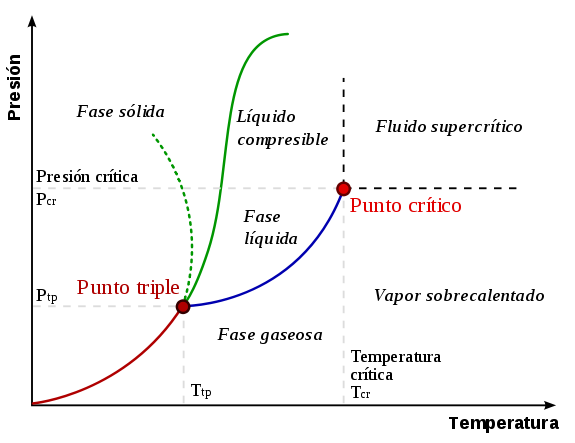
El vapor es la zona por debajo de la línea vertical que representa la temperatura crítica.

El vapor  es el estado de agregación de la materia en el que las moléculas interaccionan débilmente entre sí, sin formar enlaces moleculares adoptando la forma y el volumen del recipiente que las contiene y tendiendo a expandirse todo lo posible, es decir, que es la fase gaseosa de una sustancia siempre que esta se encuentre por debajo de su temperatura crítica.
Aunque utilizamos los términos gas y vapor de manera indistinta, rigurosamente existe una diferencia. Un gas es una sustancia que normalmente se encuentra en el estado gaseoso a temperaturas y presiones ordinarias; un vapor es la forma gaseosa de cualquier sustancia que constituye un líquido o un sólido a temperaturas y presiones normales, mientras que un gas perfecto requiere el proceso de licuefacción, para pasar al estado líquido. Cuando se habla de temperaturas y presiones normales se refiere a 25 °C y 1 atm. Ejemplo: Hablamos de vapor de agua y oxígeno gaseoso.
En la gráfica, el vapor es la llamada fase gaseosa, encerrada, por la línea vertical que representa la temperatura crítica y las curvas azul (curva de vaporización) y roja curva de sublimación, que representan las temperaturas y presiones específicas en las que coexisten los estado de la materia de líquido-gas y sólido-gas respectivamente y así convirtiéndose en vapor. Este diagrama de fases muestra los cambios de estado de la materia.
La curva con puntos de color verde muestra el comportamiento anómalo del agua y en general, el de todos los materiales que cuando se funden sufren una contracción de volumen específico. La curva de fusión (en color verde) marca el punto de fusión para cada par (temperatura, presión). La curva de vaporización, en azul, lo mismo para el punto de ebullición, y la curva de sublimación, en rojo, muestra la presión de sublimación para cada temperatura. Se muestra como ellos varían con la presión. El punto de unión entre las tres curvas verde, azul y rojo es el punto triple. El punto crítico se ve en el otro extremo de la curva azul de vaporización.

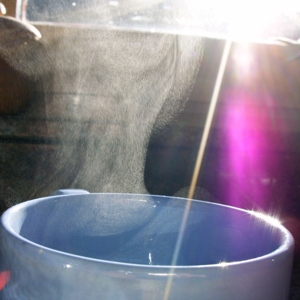
El agua se evapora en moléculas invisibles, muchas veces acompañada de gotas de agua que vuelven a condensar.

El vapor sobrecalentado es el gas que se encuentra por encima de su temperatura crítica pero por debajo de su presión crítica.

## Presión de vapor

Equilibrio líquido-vapor.

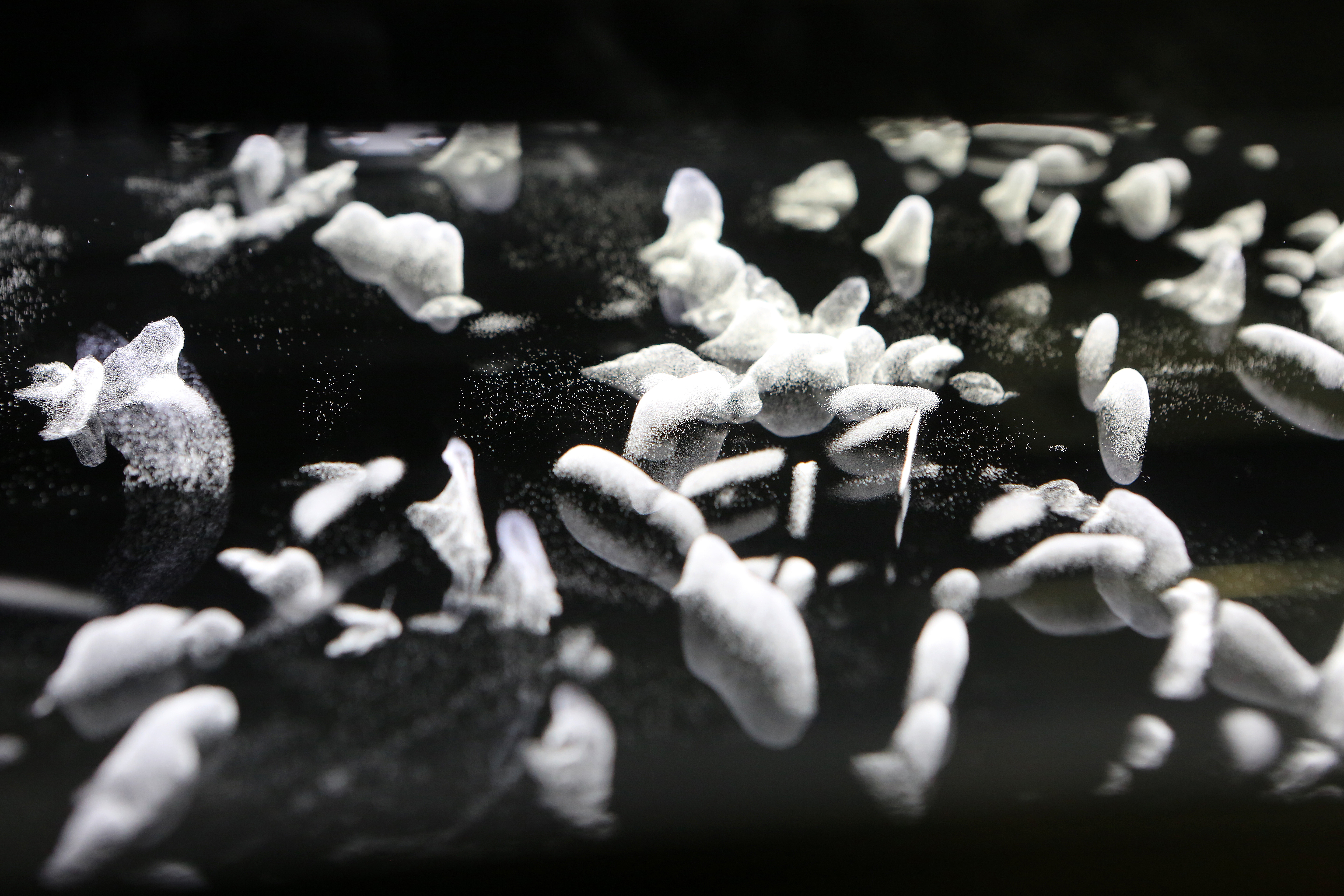
Si la presión de vapor supera el valor de equilibrio, se convierte en sobresaturado y condensa en cualquier sitio de nucleación disponible, por ejemplo, partículas de polvo. Este principio se utiliza en las cámaras de nubes, donde se visualizan las partículas de radiación porque nuclean la formación de gotas de agua.

La presión de vapor es la presión de equilibrio de un líquido o un sólido a una temperatura determinada.  La presión de vapor de equilibrio de un líquido o de un sólido no se ve afectada por la cantidad de contacto con la interfaz del líquido o del sólido.
El punto de ebullición normal de un líquido es la temperatura a la que la presión de vapor es igual a la presión atmosférica normal.
En los sistemas bifásicos (por ejemplo, dos fases líquidas), la presión de vapor de cada una de las fases es igual.  En ausencia de atracciones interespecíficas más fuertes entre moléculas similares o no similares, la presión de vapor sigue la ley de Raoult, que establece que la presión parcial de cada componente es el producto de la presión de vapor del componente puro y su fracción molar en la mezcla. La presión de vapor total es la suma de las presiones parciales de los componentes.

## Vapor saturado y no saturado
- El vapor no saturado  es vapor que no ha alcanzado el equilibrio dinámico con un líquido. A una temperatura dada, la presión de vapor no saturado siempre es menor que la presión de vapor saturado. En presencia de vapor no saturado sobre la superficie del líquido, el proceso de vaporización prevalece sobre el proceso de condensación y, por lo tanto, la cantidad de líquido en el recipiente disminuye con el tiempo.
- El vapor saturado  es un vapor que está en equilibrio dinámico con un líquido (la tasa de evaporación es igual a la tasa de condensación). Esto significa que a una temperatura dada, este volumen no puede contener más vapor. Si comprime el vapor que está en equilibrio con el líquido debajo del pistón (siempre que el aire del recipiente se haya bombeado previamente), entonces se alterará el equilibrio. Dado que la densidad del vapor en el primer momento aumenta, la condensación aumentará (comenzarán a pasar más moléculas de vapor a líquido que de líquido a gas). Este proceso continuará hasta que se establezca nuevamente el equilibrio dinámico y la densidad del vapor y, en consecuencia, la concentración de moléculas de gas no tomará el mismo valor.
- Vapor sobresaturado : vapor cuya presión supera la presión del vapor saturado a una temperatura dada.[5] Puede obtenerse aumentando la presión de vapor en un volumen libre de centros de condensación (partículas de polvo, iones, pequeñas gotas de líquido, etc.). Otra forma de obtener es el enfriamiento de vapor saturado en las mismas condiciones. En relación con este último método de obtención de vapor saturado, también se utiliza en relación con élde vapor sobreenfriado[6][7][8]

## Significados de vapor en el idioma
Mientras que el vapor como gas formado a partir de un líquido es invisible, aparte del propio color del material, en la vida cotidiana se suele hablar de vapor como una mezcla visible de aire y las gotas más finas de líquido, como se forma, por ejemplo, durante la condensación del vapor de agua y se pueden ver escapando de muchas chimeneas, por ejemplo. Para la misma forma de pequeñas gotas de agua finamente distribuidas en el aire, se usan las normalmente las expresiones estelas (a la salida de la turbina de un avión) o, en el caso de fenómenos meteorológicos a gran escala, niebla (cerca del suelo) o nube también (en el cielo). El término científico correcto para una mezcla de gotas finamente distribuidas de líquido en un gas es niebla. En el caso de gotas de líquido extremadamente pequeñas (y/o partículas sólidas), esta mezcla también se denomina aerosol. En el caso especial del agua, se habla de tecnología de vapor húmedo.

## Ejemplos

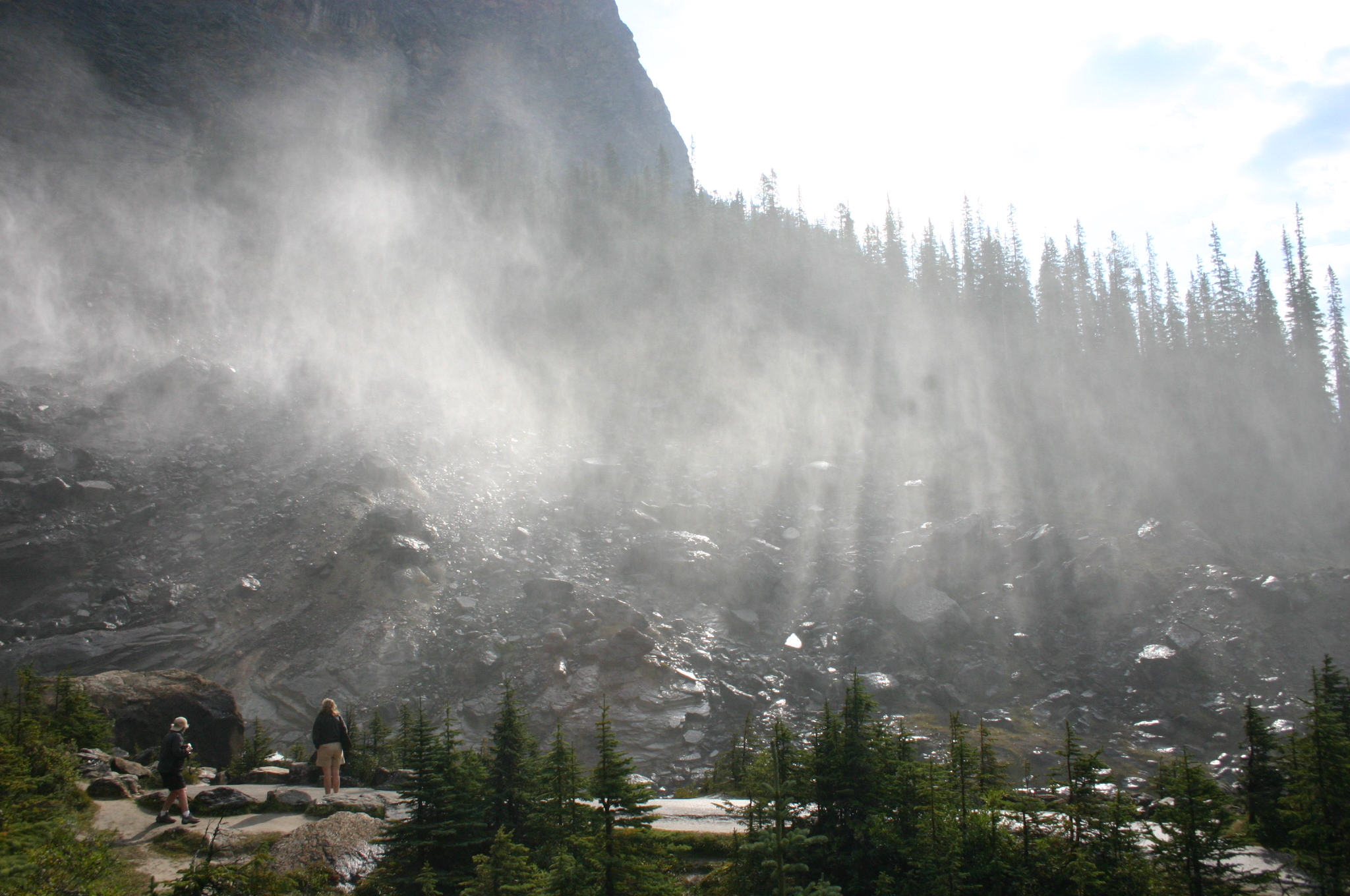
Vapor de agua invisible se condensa formando gotitas visibles de agua denominadas niebla.

- Los perfumes contienen químicos que se vaporizan a diferentes temperaturas y a diferentes velocidades de acuerdo a las fragancias, denominadas notas olfativas.
- El vapor de agua atmosférico se encuentra cerca de la superficie de la Tierra, y puede condensarse formando pequeñas gotitas de líquido y dar lugar a fenómenos meteorológicos tales como niebla, neblina, y haar (niebla fría marina).
- Las lámparas de vapor de mercurio y de vapor de sodio producen luz a partir de los estados excitados de los átomos.
- Los líquidos inflamables no combustionan al ser encendidos.[9] En cambio es la nube de vapor por sobre el líquido la que se prende fuego si la concentración de vapor se encuentra entre el límite inflamable inferior (LFL) y el límite inflamable superior (UFL), del líquido inflamable.

Los cigarrillos electrónicos producen aerosoles, no vapores.

## Papel del vapor en la conversión de calor en Trabajo Mecánico
El vapor desempeña un papel fundamental en el ciclo termodinámico conocido como el ciclo de Rankine, ampliamente utilizado en sistemas de generación de energía, como turbinas de vapor y plantas termoeléctricas. Este ciclo implica convertir la energía térmica de una fuente de calor en trabajo mecánico, generalmente para accionar un generador que produce electricidad.
El proceso comienza con una fuente de calor, como la combustión de combustibles fósiles, la fisión nuclear o la energía solar, que calienta agua en una caldera. A medida que el agua absorbe calor, experimenta una transición de fase de líquido a vapor, formando vapor a alta presión y alta temperatura. Este vapor contiene una cantidad significativa de energía interna, principalmente en forma de energía térmica.
El vapor a alta presión se dirige a una turbina de vapor, donde se expande y realiza trabajo sobre los álabes de la turbina. Esta expansión convierte la energía térmica del vapor en energía cinética, lo que hace girar la turbina. El movimiento rotacional de la turbina se transfiere a un generador, convirtiendo la energía mecánica en energía eléctrica mediante inducción electromagnética.
Después de pasar por la turbina, la presión y la temperatura del vapor disminuyen, dejándolo como vapor a baja presión. Para completar el ciclo, el vapor entra en un condensador, donde se enfría y se condensa nuevamente en agua líquida mediante un sistema de enfriamiento, como un circuito de agua o aire.
El agua condensada se bombea de regreso a la caldera utilizando una bomba de alimentación, cerrando así el ciclo. La eficiencia del sistema depende de las diferencias de presión y temperatura entre el vapor que entra en la turbina y el agua condensada que sale del condensador.
Este uso del vapor en la conversión de calor en trabajo es fundamental para los sistemas de energía modernos, siendo uno de los métodos más efectivos para la producción de electricidad a gran escala.